# Louis Couperus
Louis Marie Anne Couperus (10. června 1863 Haag – 16. července 1923 De Steeg, Rheden) byl nizozemský spisovatel. Psal naturalistické psychologické romány, poezii, pohádky, historické romány, cestopisy a novinové sloupky.

## Životopis
Narodil se v rodině Johna Couperuse (1816–1902) a Cathariny roz. Reynst (1829–1893). Jeho sourozenci byli: Johanna Vlielander Hein (1848–1906), Petrus (1849–1928), Catharina Vlielander Hein (1850–1923), John (1853–1940), Francois (1857–1910) a Geertruida Valette (1856–1918). Oženil se se sestřenicí Elisabeth Baudovou (1867–1960).
Dětství prožil na Jávě, kde byl jeho otec soudním radou, roku 1878 se rodina vrátila do Nizozemska. Vystudoval učitelství a roku 1883 debutoval jako spisovatel, v roce 1889 vydal svůj první román Eline Vereová. Často cestoval po Evropě (s manželkou také provozovali penzión v Nice), navštívil i Alžírsko a Japonsko. Za svou tvorbu obdržel Řád nizozemského lva a Tollensovu cenu.
O jeho odkaz pečuje Společnost Louise Couperuse, v Haagu existuje také Couperusovo muzeum.

## Dílo

### V češtině
- Osud – přeložil Jaroslav Kamper. Praha: J. R. Vilímek, 1896/1897
- Dětská dušička – in: 1000 nejkrásnějších novel... č. 25, úvod František Sekanina, přeložil J. Mužík, s. 87–100. Praha: J. R. Vilímek, 1912
- Hora světla: román – přeložil a doslov napsal Hugo Kosterka; závěr a pozn. napsal J. Š. Praha: J. R. Vilímek, 1922
- Co dávno odnesl čas – Praha: Odeon, 1974
- Knihy malých duší – přeložila a doslov napsala Olga Krijtová. Praha: Svoboda, 1975